# Inconscient (philosophie)
Pour les articles homonymes, voir Inconscient (homonymie) et Inconscience.

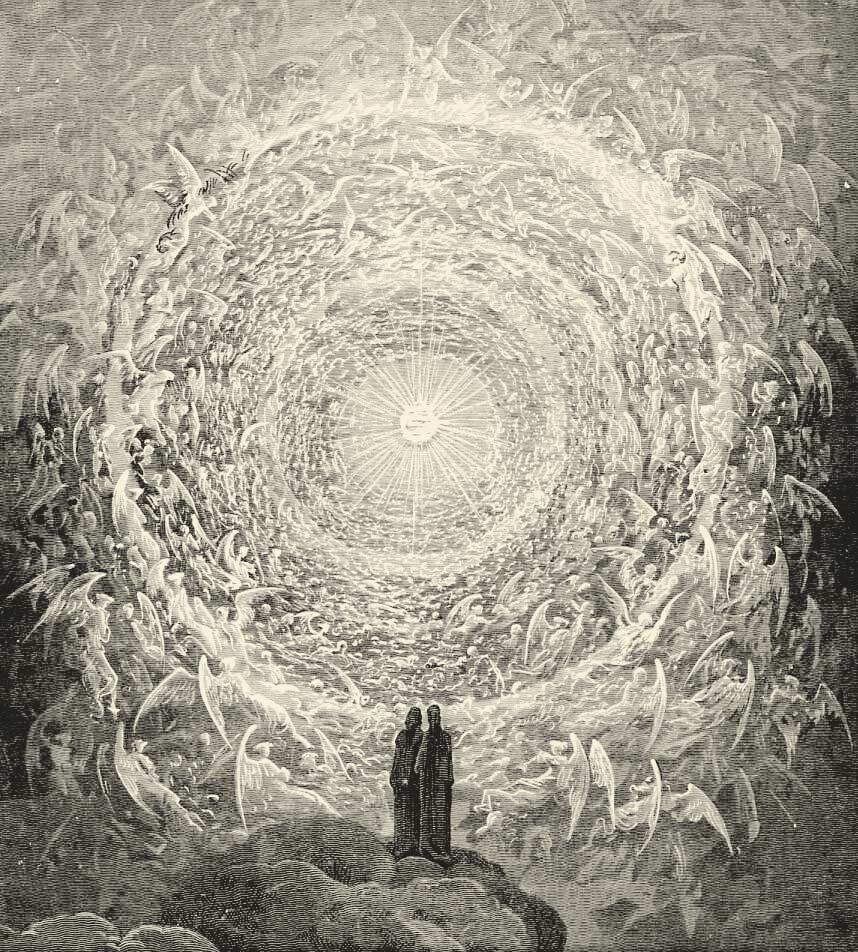
La philosophie pratique et la vie exigent l'entier dévouement de la personne au processus universel en vue de sa fin : l'universelle délivrance du monde. Le principe de la philosophie pratique est que l'homme fasse des fins de l'Inconscient les fins de la conscience. ― K. E. von Hartmann, Philosophie de l'Inconscient (1869).

En philosophie, l'inconscient est un concept dont l'usage semble remonter à l'Antiquité, et qui peut être entendu aussi bien en un sens ontologique, comme ce qui dans l'esprit est dépourvu de conscience, qu'en un sens gnoséologique, comme ce qui reste inaccessible à la conscience réflexive ou à l'introspection. 
La notion a émergé au cours de l'histoire dans trois contextes bien différents : celui du romantisme philosophique et de ses sources mystiques et néoplatoniciennes, d'une part, celui du rationalisme cartésien, d'autre part, et enfin dans le contexte du criticisme kantien. Le terme lui-même, d'abord employé comme adjectif au XVIIIe siècle, n'apparaît vraiment sous sa forme actuelle de substantif qu'au XIXe siècle.
L'approche romantique de l'« Inconscient » (Unbewusste en allemand) trouvera une postérité au-delà même de la philosophie, dans la psychologie romantique en particulier. Les penseurs romantiques en renouvellent la notion et l'essentialisent. L'Inconscient constitue à leurs yeux la racine ou le fondement de l'être humain, le point d'insertion de son esprit dans le vaste processus du monde. 
La question du rôle de la philosophie dans la formation du concept psychanalytique d'inconscient est complexe et reste controversée. L'influence de la pensée philosophique semble avoir été plus déterminante chez Jung que chez Freud.

## Néoplatonisme et Renaissance

### Les racines de l'Inconscient romantique
Ce sont les grandes métaphysiques allemandes de l'époque romantique, en particulier celles de Schelling et de Schopenhauer, qui ont permis à la notion d’inconscient d’être théorisée et admise comme un concept central de la « psychologie des profondeurs ». Deux systèmes philosophiques en particulier, qui se présentent expressément comme des « philosophies de l’inconscient », celui de Carl Gustav Carus et celui d'Eduard von Hartmann, ont des filiations directes avec ces métaphysiques, dont le point commun est de concevoir le monde, ou la « Nature », comme le produit ou le développement d’un unique principe : le « Fond obscur » (Grund ou Ungrund) pour Schelling, la « Volonté » pour Schopenhauer. Or c'est dans les philosophies de l'Un et de l'origine, caractéristiques de la tradition néoplatonicienne et du mysticisme allemand, que ces métaphysiques puisent leurs principaux concepts et schémas explicatifs. La théosophie de Jacob Böhme, en particulier, constitue déjà une théorie psychodynamique de l'inconscient, avant que Franz Baader et Schelling n'en reprennent la notion.

### Plotin et ses successeurs

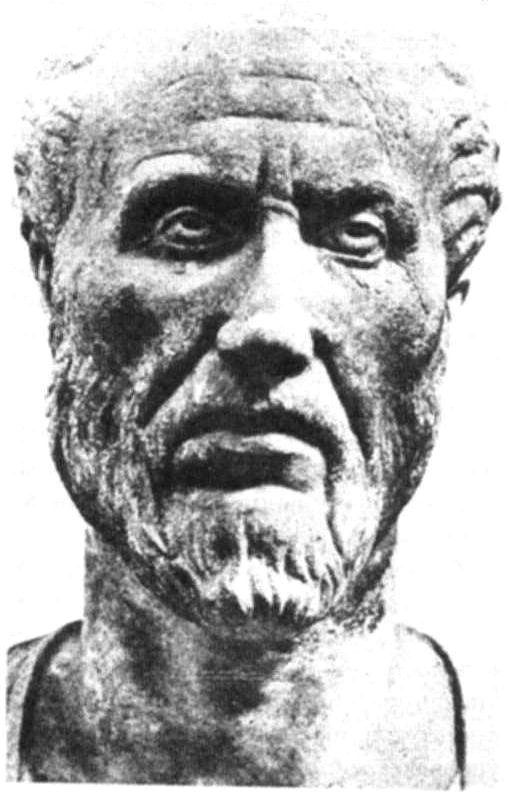
Buste en marbre de Plotin dont l'origine reste inconnue.

La pensée de Plotin, philosophe gréco-romain du IIIe siècle, se démarque suffisamment de celle de Platon et de ses disciples pour qu'émerge avec elle un nouveau courant du platonisme que l'on appelle « néoplatonisme », et qui jouera un rôle déterminant dans l'élaboration philosophique du thème de l'inconscient. Le néoplatonisme influencera parfois directement, mais surtout indirectement – via la mystique allemande – les premières spéculations romantiques sur l'« Inconscient ».

#### Les trois hypostases
Reprenant la distinction platonicienne entre le sensible et l'intelligible, Plotin inclut dans l'intelligible trois réalités « hypostatiques » (c'est-à-dire premières dans l'ordre de l'engendrement) : l'Un (hèn), l'Intellect (noûs) et l'Âme (psukhè). Il y a dégradation à chacun des niveaux qui émanent de l'Un ou d'une autre hypostase, chaque niveau étant un produit imparfait et fragmenté de la réalité qui la précède.
La conception plotinienne de l'intelligible donne priorité au Parménide de Platon sur son Timée : l'Un décrit dans le premier dialogue lui semble mieux correspondre à la nature de la divinité suprême que le démiurge qui est décrit dans le second. L'Un, principe absolu, est chez lui d'une ineffable simplicité. On ne peut ni le connaître ni en parler. Insensible et invisible, il est également au-delà du discours et de la raison, au-delà même de l'être. L'Intellect, quant à lui, est inférieur à ce premier principe dont il est issu, car il comporte une dualité par rapport à la parfaite simplicité de l'Un. De même, l'Âme paraît fragmentée comparée à la relative simplicité de l'Intellect dont elle émane, et elle lui est donc inférieure. Le sensible vient en dernier, produit dérivé le plus dégradé d'où rien ne saurait émaner.
À ces distinctions entre les modalités de l'être (distinctions ontologiques), qui font succéder les trois réalités premières selon un ordre de priorité, d'excellence et d'unité, il faut ajouter les distinctions entre les modalités correspondantes de la connaissance (distinctions gnoséologiques). À l'échelle de l'âme humaine, toutefois, il n'existe que deux rapports possibles à l'intelligible : soit discursif lorsqu'à partir de l'Intellect les formes intelligibles sont dissociées dans l'âme ; soit intuitif quand l’âme s’identifie à l’Intellect. Cette distinction gnoséologique recouvre pour l'essentiel celle que fait Platon entre la pensée intuitive (noésis) et la pensée discursive (dianoia).

#### Les limites de la pensée discursive
Identifiée à sa modalité discursive, l'âme se distingue de l'Intellect et se trouve avec lui dans le même rapport qu'entre les connaissances empiriques particulières et la connaissance purement formelle qu'elle implique. Elle est comme une tablette où les formes intelligibles s'impriment, comme un miroir accueillant les reflets de l’Intellect. Les formes qui étaient unifiées dans l'Intellect deviennent des raisons fragmentées (logoi) dans l'âme. Les logoi sont les traces intelligibles que l’Intellect a dessinées en elle et qui en gouvernent l’activité comme le feraient des lois. Au cours de cette activité, l’âme divise ce qui est uni dans l’Intellect et met en succession ce qui était simultané. C'est au moyen de cette faculté que l'âme « raisonne ». En mode intuitif au contraire, l’âme est « remplie » par l’Intellect et se trouve en coïncidence avec lui. Il s'agit d'une connaissance par « vision » ou « contemplation » dont le sage fait l’expérience. Comme lui, nous pouvons nous unir à cette réalité spirituelle de nature supérieure pour ne plus faire qu’un avec elle, dans une sorte d'union extatique.
Pour Plotin, les logoi, ou « raisons », qui règlent la pensée discursive résultent de l'incapacité de l'âme à recevoir dans leur plénitude les formes intelligibles qu'elle cherche à contempler dans l'Intellect. Sa philosophie met ainsi en avant la connaissance contemplative par intuition et inaugure une tradition où la raison n'est plus qu'une manifestation inférieure d'un Logos d'où émane (ou auquel s'identifie) « l'âme du monde ». Dans cette tradition, dite « néoplatonicienne », l'esprit supérieur et universel qui est à l’œuvre dans le monde régit l'âme humaine « de l'intérieur » sans que celle-ci puisse en avoir conscience par les sens ou la raison.

#### Les fonctions dégradées de la conscience

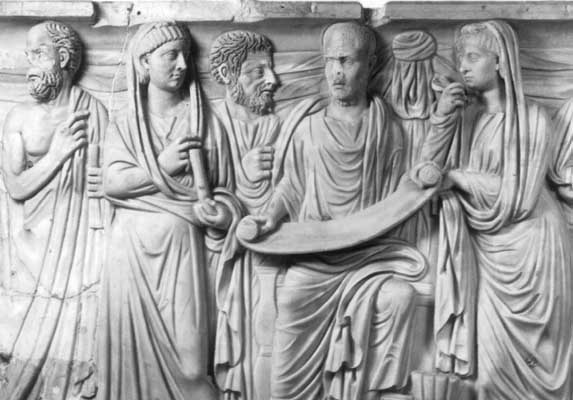
Sarcophage censé représenter Plotin et ses disciples.

Les fonctions principales de l'âme individuelle que sont, chez Plotin, le raisonnement, la mémoire et la sensibilité, loin d'être au centre de la vie spirituelle, en sont des dérivations et des limitations. La conscience, à laquelle on attribue traditionnellement ces facultés, ne constitue pas l'essence de l'âme humaine mais en est, tout au contraire, un accident et comme un affaiblissement. Au plus haut degré de la vie spirituelle, en effet, il n'y a dans l'âme ni mémoire, puisque l'âme est en dehors du temps, ni sensibilité, puisque l'âme n'a pas de rapports avec les choses sensibles, ni raisonnement ou pensée discursive, puisqu' « il n'y a pas de raisonnement dans l'éternel ». Entre les fonctions normales de l'esprit (fonctions conscientes) et la nature intime de l'âme, il y a donc contradiction.
L'âme possède ainsi ses propres qualités avec d'autant plus de force qu'elle est moins consciente. L'« explication psychologique » consistera dans cette perspective à montrer comment les fonctions conscientes de l'esprit naissent graduellement d'une déchéance de la vie spirituelle. Suivant cette psychologie, adoptée par Porphyre de Tyr, disciple direct de Plotin, puis par ses successeurs Jamblique, Proclus et Damascius, c'est par l'abaissement du niveau de l'âme dans la réalité métaphysique que nous voyons se produire en elle mémoire, sensibilité et raison, ainsi que le sentiment de sa propre individualité. Dans les états spirituels de degré supérieur, au contraire, le sentiment de personnalité (conscience de soi) disparaît, en même temps que l'attention aux choses extérieures (conscience des choses).

### Saint-Augustin et le tournant du christianisme

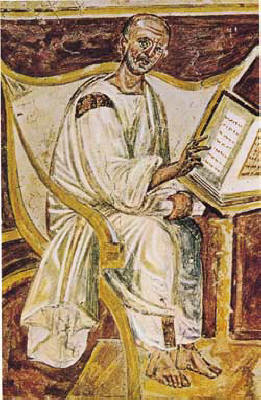
Portrait de saint Augustin sur une fresque romaine datée du VIe siècle.

Théologien du début du Ve siècle, docteur et Père de l’Église, Augustin d'Hippone (dit « saint Augustin » après sa canonisation) est un des premiers théoriciens du dogme chrétien, où il introduit des éléments de néoplatonisme et de mysticisme. Par l'affirmation d'un vouloir qui surgit des sources profondes de l'esprit humain et par la reconnaissance d'une mémoire infiniment plus riche que les vues fragmentaires et successives que l'on en prend, saint Augustin révèle l'existence d'un inconscient dynamique et proprement psychique, au sens où il prépare et anime la vie de la conscience.

#### L'origine de la mémoire
C'est à partir de l'expérience concrète de la mémoire qu'Augustin d'Hippone développe sa dialectique du conscient et de l'inconscient. Le problème initial est celui d'un esprit qui se cherche et se possède déjà. Mais c'est dans une perspective théologique chrétienne que saint Augustin aborde dans son De Trinitate les paradoxes de cette recherche intérieure. Il y allie une intuition profonde du caractère privilégié de la connaissance du sujet par lui-même avec les subtilités dialectiques héritées de Platon et du néoplatonisme. Si la conscience reste bien chez lui le fondement même de la spiritualité, la recherche de soi ne se borne pas à la connaissance que nous pouvons avoir d'états psychiques superficiels, donnés au temps présent ; elle s'étend en profondeur dans l'épaisseur de la mémoire.
Dans l'optique de cette exploration intérieure, Augustin se demande, à l'instar du Ménon de Platon, comment il peut chercher une chose dans sa mémoire s'il ne connaît pas ce qu'il cherche, et pourquoi il la cherche s'il la connaît déjà. Puisque les souvenirs (memoria) ainsi recherchés ne sauraient être de pure virtualités théoriques, il s'agit d'inclinations effectives qui témoignent de la présence mystérieuse de Dieu dans l'âme, ainsi que de son action interne au plus profond d'elle-même. Pour se connaître soi-même, il faut aller « en reconnaissance » dans cette région obscure de l'âme d'où jaillissent les souvenirs et qui, depuis le début de la vie, détermine nos actions. Aussi, quand Augustin s'exclame devant la profondeur de l' « abîme intérieur », ce n'est pas seulement pour lui une figure de rhétorique mais l'expression enthousiaste de cette reconnaissance.

#### L'expérience intérieure
Saint Augustin est le premier auteur occidental à avoir expressément reconnu et établi, douze siècles avant René Descartes, le caractère indubitable de mon existence psychique, qu'il nomme en latin Vivere (« Vivre » ou « Vie »). Mais si, dans le Cogito cartésien, l'esprit s'affirme comme pure immatérialité, la philosophie augustinienne entoure cette prise de conscience d'amples développements sur les difficultés que rencontre l'âme pour s'appréhender jusqu'en ses replis les plus obscurs. Promoteur de la conscience réflexive, Augustin est ainsi également l'initiateur d'une démarche introspective qui consiste à discerner les zones d'inconscience dont la conscience elle-même est issue. C'est par un approfondissement de la conscience immédiate, en laquelle l'âme saisit directement sa réalité concrète, que se réalise ce discernement.
Le discernement de l'âme nous permet de nous percevoir de l'intérieur non seulement comme une activité spirituelle, mais encore comme une substance « biologique », car l'âme a bien conscience d'être le principe des mouvements du corps. Cependant, comme elle en ignore le détail, il y a là une première zone de l’inconscience. En outre, à « l'homme animal » ainsi défini s'ajoute de façon plus essentielle « l'homme intérieur », substance spirituelle dont la nature et l'origine constituent pour chaque individu un véritable mystère. Seul Dieu peut en effet sonder l'abîme de l'esprit humain et découvrir « mes secrètes tendances, connues de ses regards et que les miens ignorent. ». Cette ignorance profonde de ce qui nous anime pourtant comme s'il s'agissait de notre être le plus personnel s'explique chez Augustin de la façon suivante : notre conscience et notre action volontaire puisent leur source commune dans une réalité spirituelle intérieure et inconsciente où Dieu lui-même réside et qu'il est le seul à connaître dans toute son étendue, et à animer.

### La mystique médiévale allemande

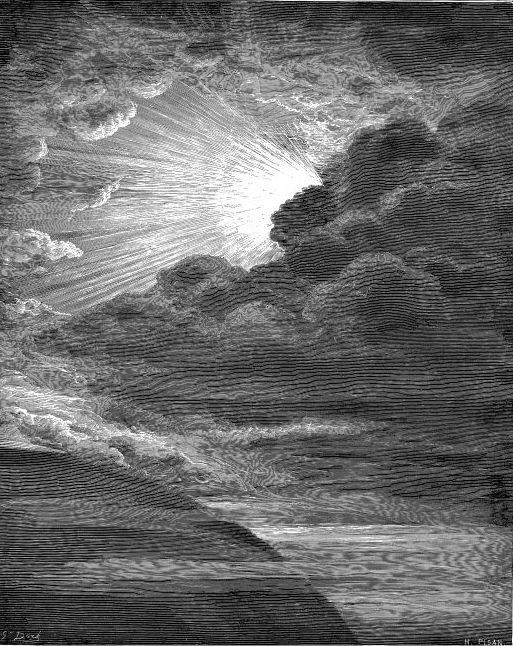
La Création de la Lumière, d'après Gustave Doré – Ce thème, déjà présent dans Le Livre de la Genèse, se voit renouvelé dans la tradition mystique allemande, puis à l'intérieur du mouvement romantique.

Le mysticisme se fonde « sur la croyance en la possibilité d’une union intime et directe de l’esprit humain au principe fondamental de l’être, union constituant à la fois un mode d’existence et un mode de connaissance, étrangers et supérieurs à l’existence et à la connaissance normales ». Le mysticisme souligne l'« élément irrationnel » de l'existence et met en valeur l'expérience religieuse individuelle plus que « les aspects sociaux, moraux ou dogmatiques de la religion ». Les mystiques affirment avoir expérimenté la présence de Dieu et cherchent à en décrire l'expérience dans le langage des hommes.
Les penseurs mystiques allemands, dits « rhénans » en raison de leur appartenance à un foyer important de spéculations mystiques dans les villes de Rhénanie et de Flandres, ont forgé le tissu conceptuel dont la conception psychanalytique de l'inconscient héritera,. Les relais de cette pensée mystique, appuyée sur une terminologie spécifique, sont Jan van Ruysbroeck au XIVe siècle et, surtout, Jacob Böhme à la charnière des XVIe et XVIIe siècles, qui écrit à l’époque où le terme « mystique » devient un substantif. Mais c'est au début du XIXe siècle que Franz von Baader redécouvre le théologien mystique Eckhart et le fait connaître aux penseurs romantiques allemands ainsi qu'à Hegel. Ce retour de la pensée mystique influence fortement le grand mouvement romantique et l'école idéaliste allemande. Il les nourrit de ces termes que rappelle l'historien des idées Ernst Benz :
« Tous les termes ontologiques, par exemple Sein, Wesen, Wesenheit, das Seieende, das Nichts, Nichtigkeit, Nichtigen, tous les termes comme Form, Gestalt, Anschauung, Erkenntnis, Erkennen, Vernunft, Verstand, Verständnis, Verständigkeit, Bild, Abbild, Bildhaftigkeit, Entbilden, tous les concepts comme Grund, Ungrund, Urgrund, Ergründen, Ich, Ichheit, Nicht-Ich, Entichen, Entichung, sont des créations provenant de la spéculation mystique allemande. »
Plus encore que les autres, les concepts forgés à partir des termes Grund (« Fond » ou « Fondement ») et Ich (« Moi ») ont joué un rôle essentiel dans les spéculations métaphysiques du romantisme et de l'idéalisme allemands, et au-delà, au sein même de la « psychologie analytique » de Jung. Freud fait également usage de ces notions dans l'élaboration de sa théorie de l'inconscient.

### Paracelse et les profondeurs de l'âme

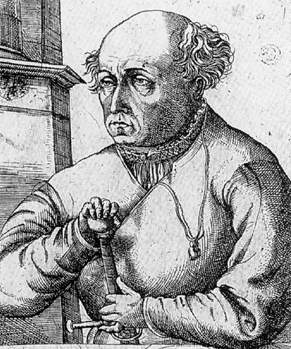
Paracelse sur une gravure du XVIe siècle.

Médecin suisse, Paracelse marque par son œuvre le passage de l'attitude mystique à une attitude empirique plus scientifique. Il est l'un des premiers penseurs à avoir reconnu l'intervention de l'esprit dans la maladie. Il est convaincu de l'existence d'influences souterraines, à la fois biologiques et spirituelles, gouvernant la nature humaine mais étrangères à sa raison.

#### La «vraie connaissance»
L'homme est considéré par Paracelse comme le point culminant de la création puisqu'il incorpore en lui tous les éléments constitutifs du monde qui l'entoure : les minéraux, les plantes, les animaux et les corps célestes. Il constitue en lui-même un « microcosme », univers intérieur qui contient les vertus et les matériaux de chacune des parties de l'univers extérieur. En vertu de sa relation d'identité analogique avec le cosmos, l'homme est capable d'avoir de la nature une connaissance directe et « interne » supérieure à celle qui est inférée de l'observation « externe » des objets. L'union spirituelle avec le monde est le moyen suprême pour parvenir à cette connaissance, mais elle est interdite à la pensée rationnelle. On ne peut en effet attendre de la raison humaine autre chose que des constructions « anthropomorphes » fragmentaires et détachées du réel, nous voilant « la concordance qui fait de l'homme un tout ». C'est donc en s'appuyant sur une autre « science », intuitive et orientée vers l'intérieur de l'âme, que l'homme doit tirer sa « connaissance du monde, donc de lui-même, celui-ci et celui-là étant une seule et même chose, et non deux ».
L'esprit de l'homme recèle ainsi chez Paracelse des niveaux plus profonds et efficaces que ceux où opère la raison. Ces niveaux d'« expérience » (Experientia en latin ou Erfahrung en allemand) sont indissolublement intégrés à son être et ils sont spécifiques à chacun, contrairement à la raison qui semble superficiellement dotée d'une validité universelle. Du fait de l'existence de cette stratification intime de la personnalité, l'homme peut s'élever intellectuellement ou s'abaisser. Mais c'est paradoxalement en s'abaissant au niveau le plus profond de sa personne que la vraie connaissance est donnée. But ultime du philosophe et du médecin, cette connaissance consiste en une union « sympathique » avec son objet, dont la présence symbolique réside au plus profond de l'âme du chercheur.

#### Le «corps astral»

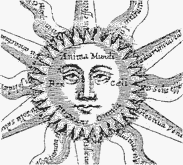
Source de lumière, l'Absolu est souvent symbolisé par le Soleil, astre divin d'où émanerait l'« âme du monde ».

D'après Paracelse, l'union qui « enseigne l'homme » (au sens de lui présenter un signe) n'est rendue possible que par le truchement de ce qu'il nomme le « corps astral » (Ares), notion ésotérique qui ne désigne pas seulement un corps de même nature que les astres, mais qui signifie avant tout l'activité constituant l'essence vivante (la « vertu ») de tout objet. C'est seulement par la médiation de ce corps spirituel que les grandes œuvres de la nature (magnalia) ainsi que les plus subtiles ou les moins visibles d'entre elles sont révélées. Dès lors, la connaissance universelle et intime du monde s'opère non pas lorsqu'on se livre au raisonnement maîtrisé ou à la réflexion consciente, mais en rêve, dans un état de transe stimulé par une volonté obscure qui produit des images chargées de significations. Cette forme occulte d'imagination échappe à l'analyse rationnelle tout comme son origine spirituelle échappe à la connaissance par la raison.
Carl Gustav Jung reconnaît en Paracelse un précurseur de la conception psychanalytique de l'inconscient, se référant en particulier à son concept ésotérique d'Aquaster, principe d'animation du corps astral : « De toutes les intuitions de Paracelse, celle de "l'Aquaster" est la plus proche de la conception moderne de l'inconscient. Pour Paracelse, l'imagination est un pouvoir créateur qui prime toutes les autres facultés. » Jung associe même sa propre théorie de l'imagination créatrice à celle du corps astral de Paracelse qui produit physiquement et à partir de rien les êtres qu'il conçoit en imagination.

### Jacob Böhme et la doctrine de l'Ungrund

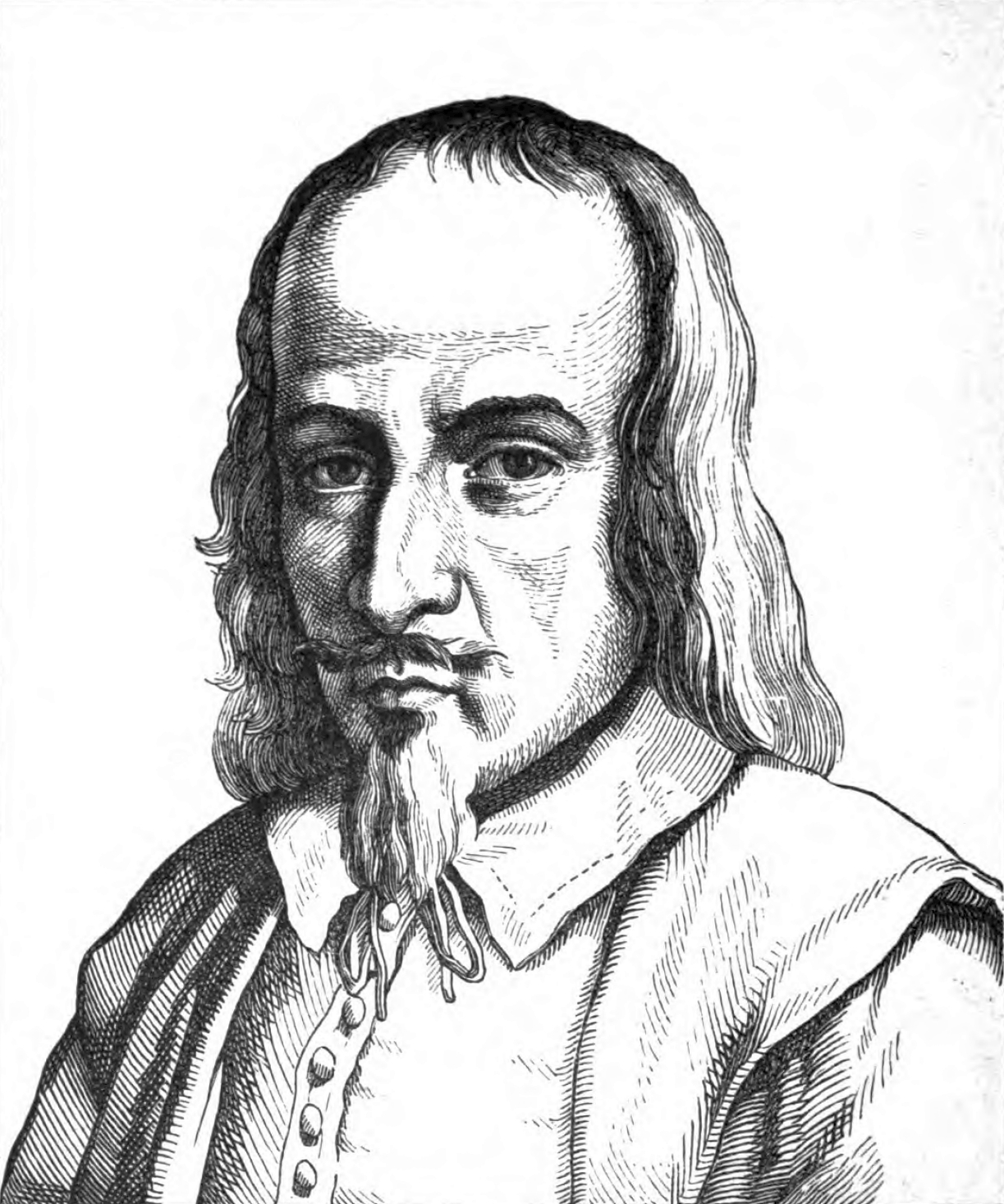
Jacob Böhme, dit le « philosophe teutonique ».

Bien qu'apparemment proche de la tradition mystique allemande et de son néoplatonisme, le théosophe Jacob Böhme conçoit l'esprit (de Dieu ou de ses créatures) de façon différente : il est pour lui essentiellement incarné. Il n'a que peu de considération pour l'au-delà spirituel des gnostiques et ne partage pas le dénigrement platonicien du corps, caractéristique du mysticisme chrétien. Sa théogonie est une cosmogonie et une métaphysique au sens où elle tente de penser le passage du non-être à l'être.

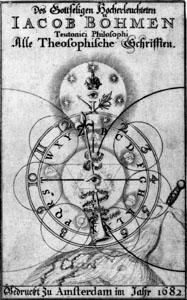
Page de titre d'une publication des écrits de Jacob Böhme, parue en 1682.

Le concept central de la pensée de Böhme est l’Absolu de l’hénologie apophatique, présent dans la tradition néoplatonicienne. L'Absolu y est défini a minima comme « Un suressentiel » et indéterminé, premier principe dont on ne peut rien dire ni rien penser, car il échappe à toute compréhension. La doctrine böhmienne se distingue toutefois de la tradition néoplatonicienne par le fait que l'Absolu y est décrit de façon subjective comme une Volonté pure, ce qui fait de cette doctrine une des premières expressions du monisme psychodynamique, dont les développements ultérieurs conduiront à l'élaboration du concept d' « Inconscient ». La Volonté désigne chez Böhme la pulsion ou la force intérieure qui produit l'être et, en ce sens, elle constitue un principe encore plus fondamental et plus originaire que l'être lui-même. Moteur spirituel de la vie du monde, cette volonté est également moteur de la vie divine, acte pur par lequel Dieu s'engendre et naît à la conscience. Elle correspond à son désir de produire une image de lui et de se faire connaître et aimer,.
La grande originalité de la théogonie de Böhme réside dans sa conception hétérodoxe de la naissance du Dieu créateur, appelé aussi « Fondement » (Grund), naissance qui est animée par une volonté obscure elle-même sans fondement, parfaitement arbitraire et irrationnelle. Ce tout premier principe, Böhme l'appelle Ungrund (« Sans-Fond » ou « Sans-Raison »), terme qui désigne l'obscurité insondable et la vacuité absolue de la divinité à partir desquelles émerge la lumière de la création. L'Ungrund est un absolu en deçà  de tout être, un principe qui précède l'existence elle-même, qu'il produit de façon purement gratuite et contingente ; il est un néant inconscient et ténébreux qui engendre tout ce qu'il a librement désiré voir se révéler. Acte de fondation à l'origine de tout, et d'où naît le Dieu même de la création, l'Ungrund se manifeste psychologiquement de l'intérieur comme désir de vivre, et se révèle dans le monde ou dans la pensée de l'homme comme une aspiration à être. Ce principe négatif absolu, à la fois irrationnel et universel, inspirera deux siècles plus tard l'approche romantique de l'Inconscient, notamment par la lecture qu'en feront Baader, Schelling, Schopenhauer, et, plus singulièrement, Hegel,.

## Période moderne

### Le contexte cartésien

#### La promotion de l'examen rationnel

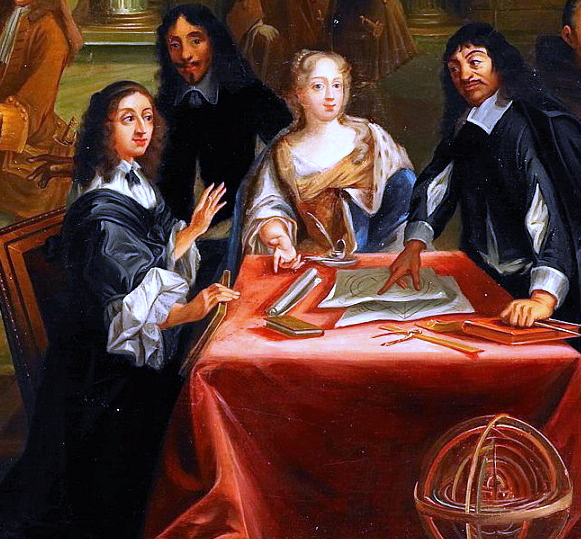
René Descartes (à droite) en compagnie de la reine Christine de Suède (à gauche) à qui il enseigne les sciences et sa philosophie.

La réflexion des premiers auteurs modernes se situent dans l'horizon ouvert par la révolution philosophique de René Descartes. L'un des points les plus originaux de la pensée cartésienne est sa conception de la méthode philosophique elle-même, en tant qu'elle oriente l'esprit vers un savoir certain où l'opinion, le « probable » et les approximations n'ont plus leur place. La science s'établit dans cette perspective non sur une accumulation de connaissances indécises, mais sur la capacité de l'esprit à énoncer des « jugements solides et vrais sur tout ce qui se présente à lui. ». Cette science s'oppose dans sa méthode et dans ses résultats au prétendu savoir relevant de l'autorité ou issu de la tradition ; elle s'oppose également à toutes les sciences occultes qui font de la nature et de l'esprit des réalités « obscures ».
La connaissance du vrai ne s'obtient d'après Descartes que par cette démarche rationnelle personnelle qui part de la première des certitudes personnelles : la certitude de sa propre existence dans l'activité de penser (Cogito), qui est aussi reconnaissance de sa nature d'être pensant (en tant qu' « âme » ou « esprit »). Descartes introduit par cette voie une nouvelle conception de l'âme. Alors que pour Aristote et la tradition ultérieure, scolastique ou néoplatonicienne, l'âme permettait d'assurer les fonctions spécifiques du vivant – comme se nourrir et croître pour tous les êtres vivants, sentir et se mouvoir chez les animaux, penser pour les hommes – chez Descartes, l'âme est une pure pensée ; elle n'a plus aucune fonction biologique ou vitale et se distingue radicalement des corps. Elle constitue une substance à part entière dont les modifications sont régies par les sensations à partir des corps, ainsi que par la raison et la volonté qu'elle possède en propre.

#### La transparence de l'esprit et le mystère de l'union
Ainsi définie comme « substance pensante », l'âme devient dans le cartésianisme parfaitement transparente aux lumières de la raison. L'esprit peut en effet se connaître de l'intérieur d'une façon directe, sans l'entremise des sens qui, dans les sciences de la nature, troublent la connaissance. La conception cartésienne de l'âme ou de l'esprit est pour cette raison souvent interprétée comme une doctrine de la « conscience pure », théorie où les activités non conscientes de l'homme sont reléguées au mécanisme physiologique du corps et du cerveau, identifiés ensemble à une machine complexe. Le terme de « conscience » n’apparaît toutefois qu'après Descartes, avec Locke, et la radicalité supposée de sa position dualiste et rationaliste reste discutée. Mais cette interprétation marquera les conceptions modernes de la conscience, confortant l'idée que l'esprit est nécessairement et par nature conscient.
En plus des problèmes relevant strictement des sciences de la nature, l'héritage cartésien comporte une difficulté très importante, aujourd'hui résumée sous l'appellation de « problème de l'union de l'âme et du corps ». Descartes, pour rendre compte de l'expérience primitive et irréductible de cette union en chaque individu, avait été conduit à poser que l'âme pouvait être dite corporelle sous la condition seulement qu'elle soit unie au corps, laissant ainsi un résidu de mystère ou d'incompréhensibilité dans la définition de cette substance. Alors que certains des successeurs de Descartes tenteront de résoudre ce mystère, d'autres s’engouffreront dans la brèche pour introduire l'idée que l'esprit a une part obscure d'inconnaissable.

### Malebranche

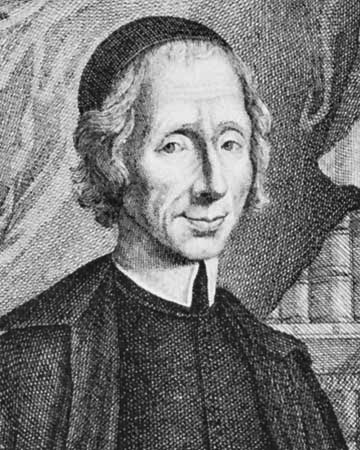
Pour Nicolas Malebranche, l'esprit n'est accessible que dans une expérience interne confuse et partielle qu'il nomme « sentiment intérieur ».

Un siècle avant Kant, le philosophe et théologien Malebranche déclare impossible toute psychologie rationnelle, c'est-à-dire toute science déductive de l'âme s'appuyant sur l'introspection, et considère le fond de l'âme comme inconnaissable. Il est le premier penseur moderne à élaborer une conception de l'esprit qui en fait une réalité obscure, insaisissable de l'intérieur mais pourtant active.

#### Le rejet de la thèse cartésienne
Selon Malebranche, l'esprit n'est pas connu « par idées claires et distinctes », comme le pensait Descartes, mais appréhendé dans une expérience interne que Malebranche nomme « sentiment intérieur » et qui relève d'une forme d'introspection. Parce que cette expérience intérieure est un simple sentiment, elle ne produit que des idées obscures et confuses, à l'instar de n'importe quelle sensation, et n'autorise aucune science de l'âme. La nature de l'esprit reste donc définitivement fermée aux investigations de l'homme, comme une réalité opaque dont nous pouvons certes nous assurer de l'existence, mais dont l'essence reste profondément mystérieuse. Aussi se pourrait-il que l'esprit humain contienne une infinité de facultés dont nous n'avons pas même conscience :
« Il y a peut-être en nous une infinité de facultés ou de capacités qui nous sont entièrement inconnues ; car nous n'avons pas de sentiment intérieur de ce que nous sommes, mais seulement de ce qui se passe actuellement en nous. »
Malebranche rejette ainsi la thèse cartésienne d'après laquelle l’esprit est ce qu'il y a de plus aisé à connaître. Au contraire, alors que nous pouvons avoir une idée claire et distincte des corps, l'âme ne peut se connaître elle-même d'une façon qui ne soit pas obscure, confuse et limitée.

#### Dieu seul connaît
Dans son Traité de la nature et de la Grâce, paru en 1680, puis dans le reste de son œuvre, Malebranche développe une doctrine de la raison commune à Dieu et à l'homme qui doit justifier sur le plan théologique l'incapacité de l'homme à connaître son propre esprit. Dans la mesure où la « Raison que je consulte » est la même que celle de tout homme, et que les vérités sont les mêmes pour tous, il est absurde de multiplier la raison et ses éléments – les idées – en autant d'esprits individuels. Il doit donc exister un esprit parfait – Dieu – en qui nous percevons les vérités nécessaires et éternelles. C'est en tant qu'éléments de la raison divine que les vérités apparaissent alors dans l'esprit de l'homme, donnant naissance aux idées.
Chez Malebranche, les idées proprement dites ne sont pas des « modifications de l’âme » : elles n’ont pas de réalité en tant que telles (« réalité formelle ») et ne peuvent exister par soi. Elles sont des représentations dont le contenu seul contient une réalité (« réalité objective »). Les idées renvoient à un fonds d’êtres intelligibles dont elles communiquent la présence et qui réside en Dieu. Ce dernier contient toutes les pensées à titre de réalités, et c'est en lui que les contenus de pensée sont représentés (« vision en Dieu »). Mais alors que Dieu connaît notre âme « par idée », il nous refuse en cette vie la science objective de nous-mêmes qu'il porte en lui.

#### La réalité obscure de l'âme humaine
Dans sa polémique avec Antoine Arnauld, Malebranche qualifie l'âme d'obscure et ténébreuse, signifiant par là que nous ne pouvons nous représenter nous-mêmes par les lumières de la raison : « L'âme ne se connaît point, elle n'est-elle-même que ténèbres et qu'obscurité. ». Ma pensée me fait connaître que j’existe, mais elle ne me fait pas connaître ce que je suis, et mon essence échappe complètement à ma représentation objective. Si j'ai bien le sentiment intérieur de mon être, ce sentiment ne permet pas d'en avoir une quelconque idée claire, et ne nous fait connaître que l'existence de ses attributs essentiels que sont la volonté et la faculté de percevoir (sensible ou intellectuelle). Le sentiment intérieur doit être compris comme une connaissance par défaut, ou comme un semblant de connaissance, qui se substitue à la connaissance par représentation, totalement défaillante lorsqu'il s'agit de saisir la réalité profonde de l'âme.
En soulignant, d'une part, les limites « cognitives » de la conscience (sentiment intérieur), dont la portée ne dépasse pas la simple reconnaissance des principaux attributs de l'esprit, et, d'autre part, l'impossibilité pour l'homme d'une connaissance introspective par idées claires et distinctes, Malebranche semble annoncer une théorie de l'inconscient comme « Fond obscur » de l'âme, telle qu'on peut la trouver dans la tradition romantique. Mais pour Malebranche, la nature profonde de l'âme humaine n'échappe qu'en fait et non en droit à la représentation objective, et ce n'est donc que relativement aux limites de l'esprit humain qu'elle peut être qualifiée d'inconsciente.

### Leibniz

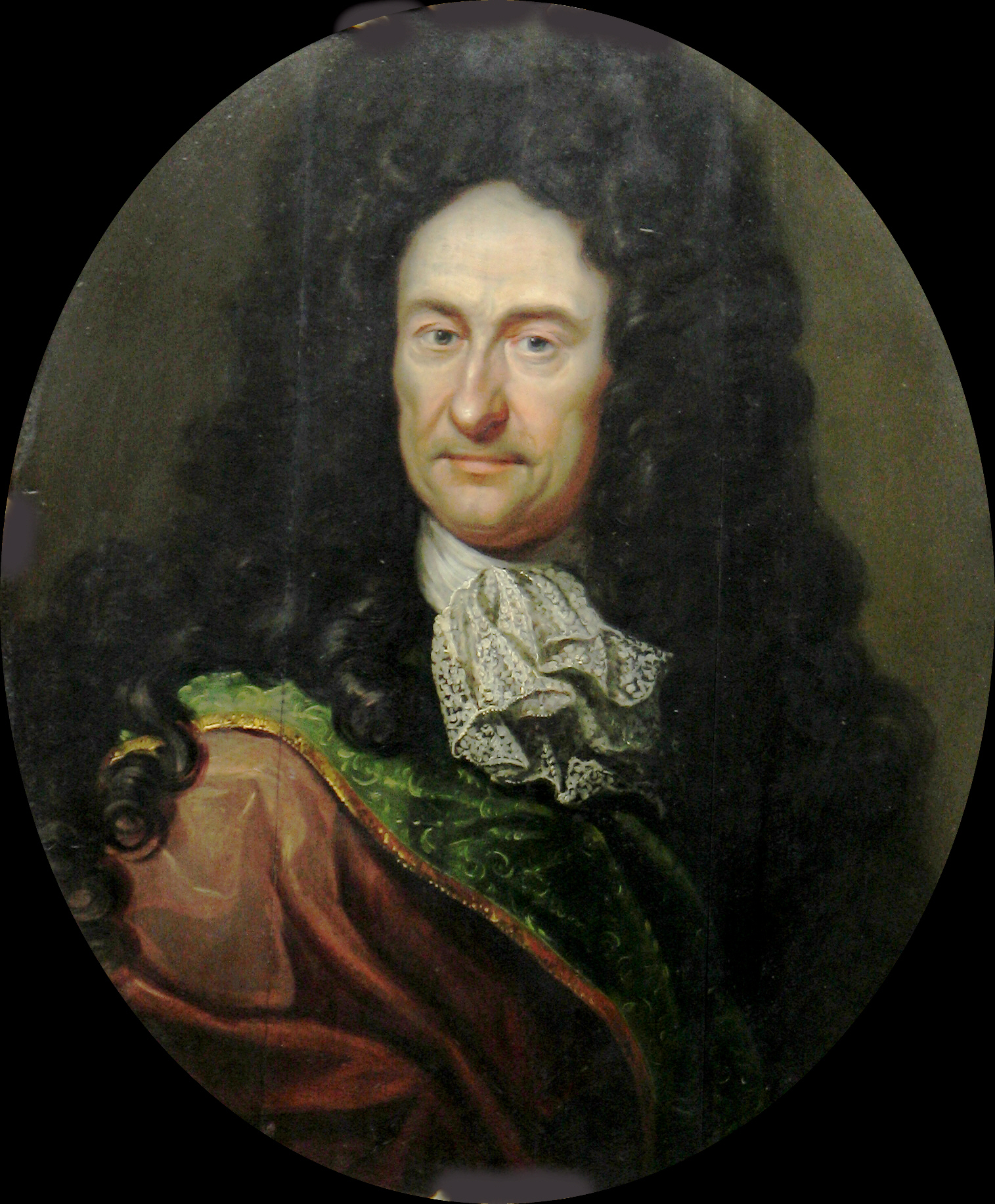
Gottfried Wilhelm Leibniz, théoricien des « petites perceptions ».

Premier auteur moderne à faire explicitement mention du terme « inconscient », Leibniz élabore une conception de l'esprit où les éléments psychiques inconscients, au lieu d'être séparés de la conscience, font partie intégrante de celle-ci. Il s'appuie sur sa découverte du calcul infinitésimal pour penser la conscience comme le résultat de l'intégration de « petites perceptions » inconscientes.

#### Un philosophe précurseur de la psychologie
Leibniz apparaît aujourd'hui comme un précurseur sous-estimé de la psychologie. Il s'intéresse à plusieurs thèmes relevant aujourd'hui du champ de recherche de la psychologie cognitive : l'attention et la conscience, la mémoire, l'apprentissage, la motivation. Il influence fortement Wilhelm Wundt, pionnier de la psychologie scientifique, qui publiera une monographie sur le philosophe, et qui réactualisera le terme d' « aperception » forgé par lui pour signifier l'idée de conscience. Sa théorie des seuils de conscience ou d'aperception jouera un rôle déterminant dans l'émergence de la psychophysique et sera intégrée dans diverses conceptions de l'inconscient, chez Herbart et Gustav Fechner entre autres. Sa conception générale de l'âme offre par ailleurs une alternative à la philosophie cartésienne de l'esprit. Elle permet d'affirmer, contre Descartes, l'existence d'un inconscient psychique « sous-jacent » à la conscience, idée qui sera reprise par le philosophe préromantique Johann Herder et réadaptée à sa suite par les philosophes et psychologues du mouvement romantique.
Leibniz est le premier philosophe à introduire l'idée que la plupart de nos représentations sont « insensibles », adjectif correspondant dans la langue classique au terme plus tardif d'« inconscient » (déjà utilisé par Leibniz). Une représentation est dite insensible lorsqu'elle n'atteint pas le degré de distinction ou le niveau d'intensité et de clarté requis pour que nous en prenions conscience. Alors que Descartes semblait soutenir l'idée d'une parfaite transparence de l'esprit, Leibniz offre une image plus riche et nuancée du contenu mental : il y a au fond de l'esprit des éléments psychiques qui sont trop petits et confus pour que nous puissions en avoir conscience. Bien que simple et unique par nature, l'âme contient à tout moment une infinité de ces pensées inconscientes.

#### L'expérience du sommeil
D'après Leibniz, l'esprit est toujours actif. Il s'accorde avec les cartésiens « quand ils disent que l'âme pense toujours », car « une substance ne saurait être sans action ». Mais si l'âme pense toujours, elle ne peut pas toujours avoir conscience de ses propres pensées, ce que montre en particulier l'expérience du sommeil.
Bien que Descartes n'ait pas nié la réalité des intermittences de la conscience dans le sommeil, qu'il interprétait comme une sorte de « repos de l'âme », Leibniz s'éloigne de la position cartésienne en en reconnaissant pleinement l'existence. À l'état de veille, un être humain est toujours conscient de certaines de ses pensées, mais plongé dans un sommeil profond et sans rêve, l'esprit cesse d'être conscient. Or, contrairement à ce qu'estimait Descartes, ces intermittences de la conscience sont liées à la conscience même par une série d'états intermédiaires plus ou moins conscients. Il existe en effet un progrès insensible entre l'état de sommeil profond et celui de la veille, que le passage de certains seuils (comme ceux du rêve et du réveil) ne vient jamais interrompre, puisque « rien ne saurait naître tout d'un coup, la pensée comme le mouvement ». Ce passage progressif et graduel de l'inconscience à la conscience obéit pour Leibniz au principe de continuité. En vertu de ce principe, un changement d'état tel que le passage du sommeil à la veille doit être défini à la fois comme le franchissement d'un seuil et comme une progression continue où l'on ne constate pas de véritable saut. De là, Leibniz conclut à la réalité des perceptions inconscientes dans le sommeil :
« Puisque réveillé de l'étourdissement on s'aperçoit de ses perceptions, il faut bien qu'on en ait eu immédiatement auparavant, quoiqu'on ne s'en soit point aperçu. »
En admettant ainsi que l'âme n'est pas consciente de toutes ses pensées, il devient plus facile que dans l'hypothèse cartésienne d'expliquer le fait que l'âme « pense toujours » et qu'elle connaisse des variations de niveau de conscience, comme le montre notamment l'expérience du sommeil.

#### Les «petites perceptions»

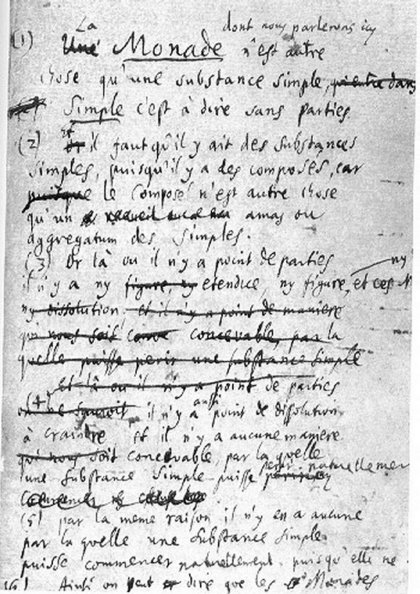
Page manuscrite de la Monadologie, ouvrage paru en 1714 où Leibniz traite en français de la question des états psychiques inconscients.

Le principe de continuité postulé par Leibniz implique le changement d'état dans une progression continue. Or ce phénomène est inexplicable autrement que par le recours aux « petites quantités ». Leibniz désigne ainsi les quantités d'un ordre de grandeur inférieur à celui auquel on peut observer le changement d'état. Par exemple, un grain de blé tombant sur le pare-terre d'une grange ne fait aucun bruit perceptible, et encore moins la centième partie de ce grain, alors qu'on perçoit le bruit produit par la chute d'un boisseau de grains. On ne saurait dire non plus, à une ou même quelques unités près, combien il faut de grains de blé pour que le bruit produit par leur chute devienne perceptible. Pourtant, le bruit du boisseau n'est pas autre chose que la somme des bruits produits par les grains qui le composent. On doit donc admettre que « ce qui est remarquable est composé de parties qui ne le sont pas », et que « les perceptions remarquables viennent par degrés de celles qui sont trop petites pour être remarquées ».
Le passage de l'insensible au sensible est chez Leibniz produit par une addition continue de petites quantités qu'il est impossible d'isoler et de dénombrer. C'est ce principe, entendu en un sens d'abord gnoséologique (relevant de la connaissance), qui est appliqué par lui à la philosophie de l'esprit pour rendre compte de la transition entre les perceptions insensibles et la conscience. Si en effet on appelle « perceptions » ces « petites perceptions » dont on ne s'aperçoit pas mais qui composent notre perception d'ensemble, il faut en distinguer l'« aperception ou conscience » et établir l'existence d'une infinité de perceptions ou pensées élémentaires dont nous n'avons pas conscience, « parce que ces impressions sont ou trop petites et en trop grand nombre ou trop unies. ». Mais Leibniz n'oppose pas ces impressions à la perception consciente, car c'est par l'intégration de petites perceptions inconscientes que la conscience elle-même se constitue.

#### La «pneumatique» comme science de l'inconscient
Il revient selon Leibniz à la « pneumatique », ou science de l'esprit, d'étudier les « perceptions insensibles » en tant qu'elles sont constitutives de la conscience elle-même. Ces perceptions ou pensées occupent dans cette science une fonction comparable à celle qu'occupe en « physique » la notion de « corpuscules insensibles ». Les états psychiques inconscients sont en effet nécessaires à l'explication psychologique comme les corpuscules insensibles le sont à l'explication physique. Tout comme le monde physique est la somme d'éléments trop petits pour être observables, la conscience est la somme ou l'assemblage global d'éléments trop petits pour que chacun d'eux soit aperçu distinctement. Ce qui est vrai de la perception ou de la connaissance l'est aussi de l'action, puisque ce sont mille petites impulsions inconscientes « qui nous déterminent en bien des rencontres sans qu'on y pense », et la pneumatique doit être autant une science de l'action qu'une science de la représentation.
La philosophie des mathématiques peut donner à la pneumatique le modèle de l'explication du passage à la conscience à partir d'éléments inconscients. La maîtrise mathématique de l'infiniment petit permet en effet de comprendre comment la conscience peut résulter de l'intégration d'une infinité de perceptions et d'impulsions inconscientes. En particulier, le calcul intégral, découvert par Leibniz, montre comment on peut obtenir la « somme » d'éléments « infiniment petits », c'est-à-dire trop petits pour pouvoir être distingués. Une telle somme est bien différente de la somme arithmétique, dans laquelle chaque élément composant est saisi à part parce qu'il est du même ordre de grandeur que le total.
À la différence de Descartes, Leibniz indique ainsi avec précision le mode de passage de l'inconscient au conscient, puis de la conscience irréfléchie à la conscience réflexive par intégrations successives. Au plus bas degré, les petites perceptions s'accumulent sans donner lieu à une véritable intégration. Cet état est celui de l'inconscience. Mais quand les perceptions insensibles sont intégrées, elles donnent lieu à un résultat plus distinct jusqu'à produire le passage à la conscience. Le passage de l'inconscient au conscient se produit donc par l'addition insensible et graduelle d'éléments inconscients jusqu'à ce qu'un certain niveau d'intégration soit atteint.

### Kant: les «représentations obscures»

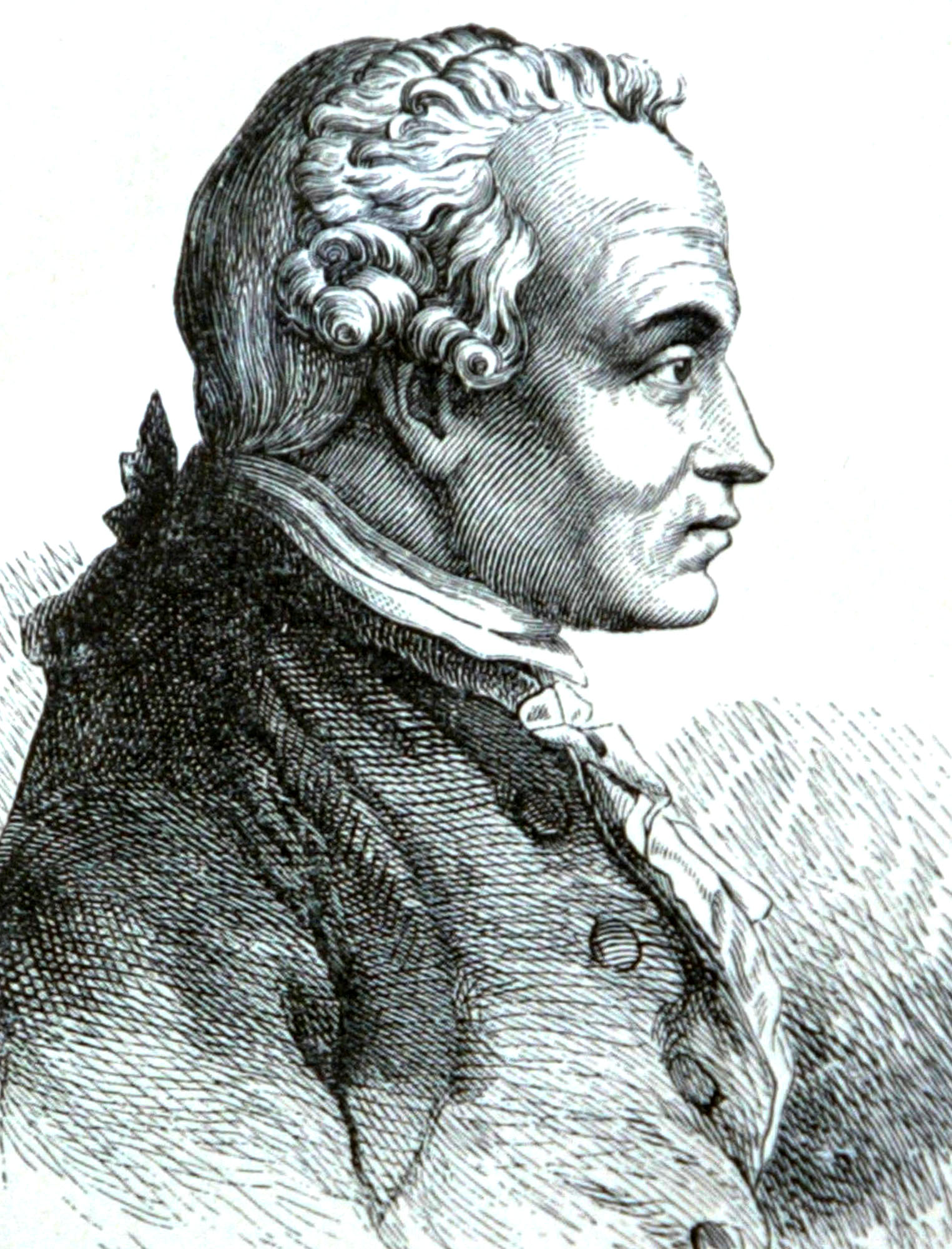
Emmanuel Kant en 1791.

Ce n'est qu'au terme de son œuvre immense qu'Emmanuel Kant semble s'intéresser à l'inconscient. Poussant dans ses ultimes conséquences le principe de continuité leibnizien, il instaure une infinité de degrés entre le pleinement conscient et l'inconscient.
Dans le cinquième paragraphe de son Anthropologie du point de vue pragmatique, paru en 1798 et intitulé « Des représentations dont nous n'avons pas conscience », Kant conçoit l'esprit dans une perspective psychologique et non plus « transcendantale ». Il y affirme que la plupart de nos « représentations partielles », éléments constitutifs de nos représentations empiriques, ne sont pas directement accessibles à la conscience. Elles sont néanmoins perçues, dans une certaine mesure, par le sujet, car elles lui permettent de différencier de façon fine les aspects de son environnement perceptif. Kant qualifie ces représentations élémentaires d'« obscures » (dunkele) car la façon dont elles justifient des distinctions de détail au sein de l'expérience perceptive n'est pas connue du sujet lui-même. Kant soutient par ailleurs que la majorité des représentations qui permettent aux êtres humains et aux animaux d'identifier et de distinguer les objets sont obscures en ce sens, ce qui suscite chez lui une forme d'étonnement :
« Il y a de quoi nous surprendre et nous étonner en voyant que le champ des intuitions sensibles et des perceptions dont nous n’avons pas conscience, quoique nous puissions indubitablement conclure que nous les avons, c’est-à-dire que le champ des représentations obscures, est immense dans l’homme (de même que dans les animaux), quand au contraire les représentations claires, celles dont la conscience est évidente, ne sont qu’en très petit nombre, qu’elles ne forment que quelques points éclairés sur la grande carte de notre esprit. »
À partir de Kant, des philosophes tels que Jakob Friedrich Fries ou Johann Friedrich Herbart vont s'attacher à justifier l'existence de ces représentations inconscientes et à en développer la notion.

### L'idée de représentation inconsciente après Kant
Au tournant des XVIIIe et XIXe siècles, le problème des représentations non conscientes se trouve posé dans le sillage de Leibniz et de ses « petites perceptions ». Kant influence aussi grandement le mouvement de reconnaissance d'un « inconscient cognitif » (associé aux représentations) en établissant l'existence d'un niveau « transcendantal » de l'esprit humain. Deux figures majeures de la philosophie postkantienne, Jakob Friedrich Fries et Johann Friedrich Herbart, contribueront à la reconnaissance de cet aspect cognitif de l'inconscient en inaugurant, indépendamment l'un de l'autre, une approche plus scientifique du thème général de l'inconscient.   

#### Fries

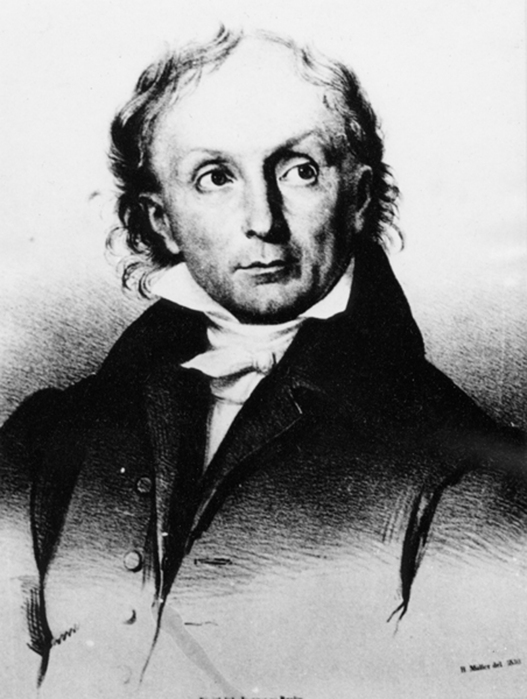
Jakob Friedrich Fries, précurseur de l'approche cognitiviste de l'inconscient.

Jakob Friedrich Fries est un philosophe allemand qui a enseigné à l’Université d'Iéna, berceau historique de l'idéalisme allemand. Opposé à ce courant de pensée alors dominant, il y incarne une autre postérité du kantisme. Sa philosophie peut être vue comme une tentative de conciliation entre l'idéalisme transcendantal de Kant, qui conçoit l'existence de formes a priori de l'esprit, et l'empirisme, d'après lequel toute connaissance est inductive et s'appuie sur l'observation. En accord avec Kant, Fries reconnaît que l'espace, le temps et les catégories sont des formes a priori que l'esprit applique aux impressions sensibles pour former l'expérience et la connaissance, mais il considère, contrairement à Kant, que ces formes relèvent déjà d'une « connaissance immédiate » dont on peut découvrir les procédés par une recherche empirique.
Pour le démontrer, Fries part d'une idée reçue qu'il appelle « préjugé de la preuve ». Il s'agit de la croyance selon laquelle il suffit qu'un jugement soit fondé sur des connaissances pour qu'il soit justifié et avéré. Or, quelle que puisse être la cohérence d'une chaîne de preuves, un jugement n'est véritablement justifié que lorsque nous parvenons à une connaissance qui ne renvoie plus à un autre jugement. La « connaissance médiate » doit donc se fonder sur une « connaissance immédiate ». Les faits d'expérience fournis directement par la sensation constituent des exemples paradigmatiques de ce type de connaissance. Mais il y a également pour Fries une connaissance immédiate non-empirique, située en amont de l'expérience, qui est « inconsciente ». En effet, s'il n'est pas nécessaire d'avoir étudié la géométrie pour choisir, par exemple, la ligne droite afin d'obtenir le plus court chemin d'un point à un autre, c'est que nous possédons une connaissance que nous utilisons sans savoir que nous la possédons. Cette connaissance immédiate inconsciente est celle que possède notre raison même. Elle constitue le fondement rationnel de nos connaissances. Bien qu'immédiate, nous ne pouvons en prendre conscience qu'indirectement, par l'analyse et la réflexion.
Fries estime que les deux préjugés philosophiques principaux – le préjugé rationaliste qui voudrait que toute connaissance soit d'origine logique et le préjugé empiriste qui voudrait qu'elle soit entièrement d'origine « intuitive » – s'expliquent précisément par le fait que notre savoir philosophique profond n'est pas directement donné à notre conscience. Ce n'est que par le biais de jugements tels que « tout changement a une cause » que nous pouvons prendre conscience indirectement de son contenu et en avoir ainsi une « connaissance médiate ». Cette connaissance indirecte consiste essentiellement à inférer l'existence d'un contenu de pensée inconscient à partir de l'auto-observation de ce que nous trouvons dans notre conscience. Le contenu inconscient de notre pensée n'est donc pas observable par l'introspection, mais il peut être induit sur la base des phénomènes de notre vie psychologique.

#### Herbart

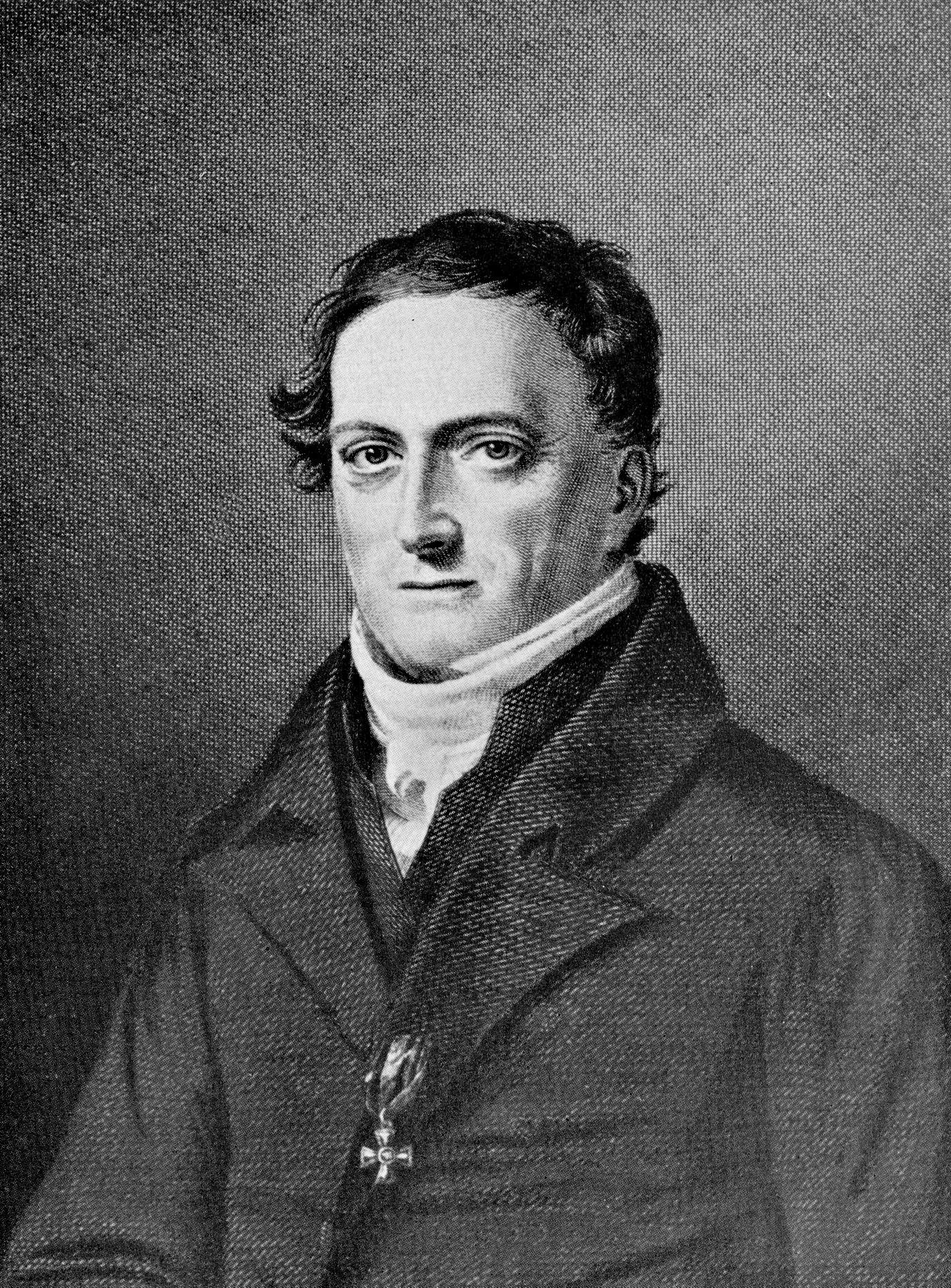
Johann Friedrich Herbart, philosophe et pédagogue, est à l'origine des concepts psychologiques de « refoulement » et de « seuil de conscience ».

Johann Friedrich Herbart, contemporain de Jakob Friedrich Fries, est un philosophe et pédagogue allemand, considéré comme le fondateur de la pédagogie en tant que champ scientifique et académique. Il s'attache à décrire et à expliquer l'activité de l'esprit en termes d'interactions entre des contenus de représentations. Selon lui, les représentations elles-mêmes peuvent être considérées comme des forces, et la vie psychique comme le résultat de l'action réciproque de ces forces. Il identifie plus précisément les représentations à des réactions de l'esprit aux perturbations de l'environnement.
Selon Herbart, la  variation d'intensité de ces représentations peut être entièrement décrite par un modèle mathématique, à l'instar de n'importe quelle variation physique au sein de la nature,. Ainsi, deux idées de même force qui entrent en conflit verront chacune leur intensité diminuer de moitié. Une représentation peut également être « refoulée » (verdrängung) par une autre lorsque cette représentation n'arrive plus à la conscience, car une représentation plus forte l'inhibe. Il s'ensuit qu'une représentation consciente peut devenir inconsciente. Pour Herbart, il existe même un seuil précis en deçà duquel les représentations n'accèdent pas ou cessent d'accéder à la conscience. Cette notion de seuil de conscience sera reprise par la psychophysique et en particulier par Gustav Fechner.
La psychologie de Herbart serait l'une des principales sources d'influences de l’œuvre du « premier Freud » : nombre de concepts freudiens sont en effet déjà présents dans la psychologie du philosophe, dont celui de « refoulement ». Les premiers historiens de la psychanalyse à avoir relevé cette réappropriation de la psychologie herbartienne par Freud sont Ola Andersson et Henri Ellenberger. Son apport le plus remarquable à la psychologie de l'inconscient est sa thèse selon laquelle les représentations continuent d'exister en deçà du seuil de conscience. Cette thèse lui permet de concevoir une activité inconsciente de l'esprit dont on peut déduire la réalité par des procédures mathématiques. Herbart envisage ainsi près d'un siècle avant Freud un inconscient psychique doté lui aussi de représentations et régi par des forces propres à l'esprit.

## Période romantique

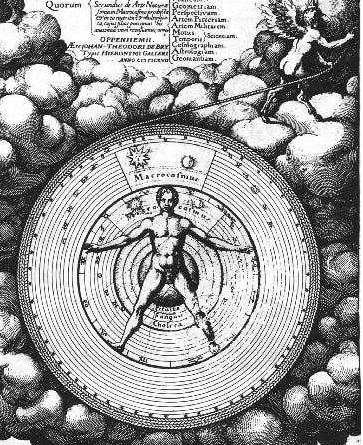
Dans la tradition néoplatonicienne tardive, le microcosme humain est pensé dans une relation d'analogie avec le cosmos. L'idée d'analogie entre l'homme et le macrocosme sera reprise par les philosophes romantiques.

Avec le romantisme philosophique s'impose, en allemand, en anglais et en français, un usage massif des termes se référant à un fondement psychologique universel et inconscient. Dans cette tradition, l'inconscient, le plus souvent nommé « Unbewusste » en allemand (avec une majuscule pour en signifier le caractère essentiel), est compris comme l'ensemble des forces irrationnelles naturelles, voire cosmiques, qui mènent le monde et les êtres à leur insu. Les instincts sont une particularisation de cette force universelle qui, chez l'être humain, peut se manifester par des signes que la raison ne saurait connaître : magnétisme, rêve, génie, folie, etc. L'inconscient n'est plus vu comme un principe négatif de privation de la conscience, mais comme une force active qui met le poète ou le musicien en contact direct avec l'énergie de la « Nature », de « l'Absolu » ou du divin. Pour le philosophe romantique, loin d'indiquer le plus bas degré de la conscience, c'est la richesse incomparable de l'esprit qui est révélée par les manifestations de l'inconscient.  

### L'Inconscient comme processus historique universel
La description de l'histoire de l'être comme processus dialectique par lequel Dieu achève de se connaître lui-même est déterminante dans la genèse de la notion d'inconscient. Elle est partagée par un certain nombre de philosophes idéalistes allemands et offre un tableau général de la façon dont l'esprit de l'homme se développe progressivement et devient toujours plus conscient. À l'instar de la cosmogonie de Jacob Böhme, l'idéalisme et le romantisme allemands insistent sur le caractère historique du monde. Dieu lui-même devient un être historique dont l'état premier est inconscient au sens où il ne contient aucune révélation du monde ni de lui-même. C'est seulement à travers le développement de la conscience humaine qu'il devient conscient de lui, ce qui implique que la totalité de l'évolution naturelle et humaine relève d'un même processus évolutif. L'esprit humain s'identifie alors à Dieu par le biais de l'histoire. Cette conception historique et « immanentiste » de Dieu constitue d'après l'historien des idées Sean J. McGrath le terreau philosophique sur lequel va se développer la notion contemporaine d'inconscient.
Par ailleurs, une conception du sujet inconscient commence à s'affirmer durant les premières années du romantisme avec Friedrich Schelling. Le sujet inconscient y est d'abord entendu au sens cognitif de ce qui précède toute représentation, dans une perspective kantienne où il correspond au sujet « transcendantal » de Kant, condition de possibilité (non représentable) de la représentation elle-même. Schelling affirme en ce sens dans un essai de 1794 intitulé Du Moi comme principe de la philosophie : « Mon ego contient un être qui précède toute pensée et toute représentation ». Mais les penseurs romantiques, Schelling en tête, s'éloigneront rapidement de la perspective kantienne pour se rapprocher de la tradition en faisant appel aux anciennes notions de la métaphysique, de la théosophie et de la mystique allemandes. C'est une immense fresque cosmologique qu'ils entreprennent alors de dépeindre, fresque où se manifeste progressivement, tout au long d'une histoire à la fois humaine et naturelle, l'essence inconsciente de l'homme et du monde.

### Schelling

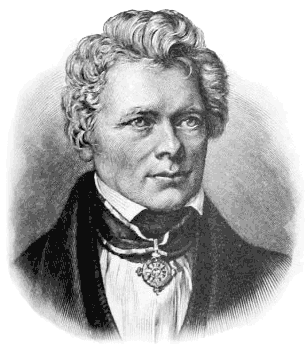
Friedrich Wilhelm Joseph von Schelling.

#### La doctrine duGrund
Friedrich W. J. Schelling élabore une théorie du Grund dès les premiers développements de sa philosophie de la nature (Naturphilosophie). L'expression est l'équivalent allemand de l'hypokeimenon aristotélicien, ou du subjectum entendu au sens de soubassement, assise, suppôt, voire littéralement de ce qui « gît au fond ». Schelling semble tirer cette notion de sa lecture de Jacob Böhme, où il trouve aussi les variantes que sont l' Abgrund (« abîme ») et l' Urgrund (« fond originaire », « archi-fond »). Il s'agit pour lui de forger une notion qui doit permettre de concevoir l'unité profonde ou l'identité sous-jacente de l'« Esprit » (Geist) et de la « Nature » (Natur). Ce qui nous apparaît comme deux principes antagonistes – l'Esprit et la Nature – constituent en fait les pôles interne et externe d'une même réalité, les versants subjectif et objectif d'un même monde qu'il s'agit de penser dans cette unité.
L'idée de Grund permet d'entrevoir cette unité en identifiant un fondement commun à toute chose, fondement à la fois invisible et inconscient. Versant « nocturne » de la nature et de l'esprit, il est décrit métaphoriquement par Schelling comme le « fond obscur » à l'origine de l'existence des êtres. Antérieur à l'existence elle-même, le Grund s'oppose à celle-ci comme, analogiquement, la pesanteur à la lumière. C'est paradoxalement en s'en dissociant et en s'y arrachant que les êtres, y compris l'homme, viennent à la lumière de l'existence. Par ce processus de séparation et d'apparition, le Grund est comme laissé dans l'ombre et se voit refoulé dans le passé,.
La conscience humaine, et la relation sujet-objet qu'elle implique, est le résultat de ce processus. Le fond obscur d'où provient la conscience lui est donc étranger et ne lui apparaît jamais comme tel. Le Grund se retire en effet toujours sur lui-même, comme un horizon qui recule chaque fois qu'on cherche à s'en rapprocher. Il y a ainsi dans la pensée de Schelling une tension antagoniste, une antipathie structurelle entre le fond obscur et la conscience. La solidarité conflictuelle entre le Grund et la conscience est même chez lui à l'origine de tous les maux de l'humanité. En effet, ce sur quoi toute conscience doit faire fond ne peut à son tour accéder à la conscience. Que le principe ténébreux aspire au contraire à ne pas rester enfoui, mais à surgir à la manière dont apparaît ce qui se manifeste dans l'esprit, et c'est la possibilité du mal qui émerge, comme insurrection du fond qui « voudrait » exister dans la clarté.
La priorité chronologique (selon le temps) du fond obscur n'est donc pas synonyme de supériorité ontologique (selon la dignité). Au contraire, le Grund rappelle à la conscience actuelle « la médiocrité de ses origines et la fragilité de son triomphe » déclare Vladimir Jankélévitch dans son essai sur Schelling. C’est ce que l’histoire de l'homme commencée avec la Chute est censée montrer. Par cet événement immémorial où la conscience humaine est sortie de son unité originelle avec Dieu, s’est instauré un déséquilibre, une séparation d’éléments auparavant en harmonie. L'histoire et le devenir de l'homme n’ont pas d’autre fonction que de restituer cette unité. Le temps est donc l’organe de médiation et de réconciliation de l'homme avec Dieu. Mais retardé par la résistance du Grund, qui se manifeste dans toutes les conduites irrationnelles ou inconscientes, la conscience humaine doit traverser de longues péripéties avant d’entrer en convalescence spirituelle et retrouver enfin l'unité perdue.

#### L'Inconscient volitionnel

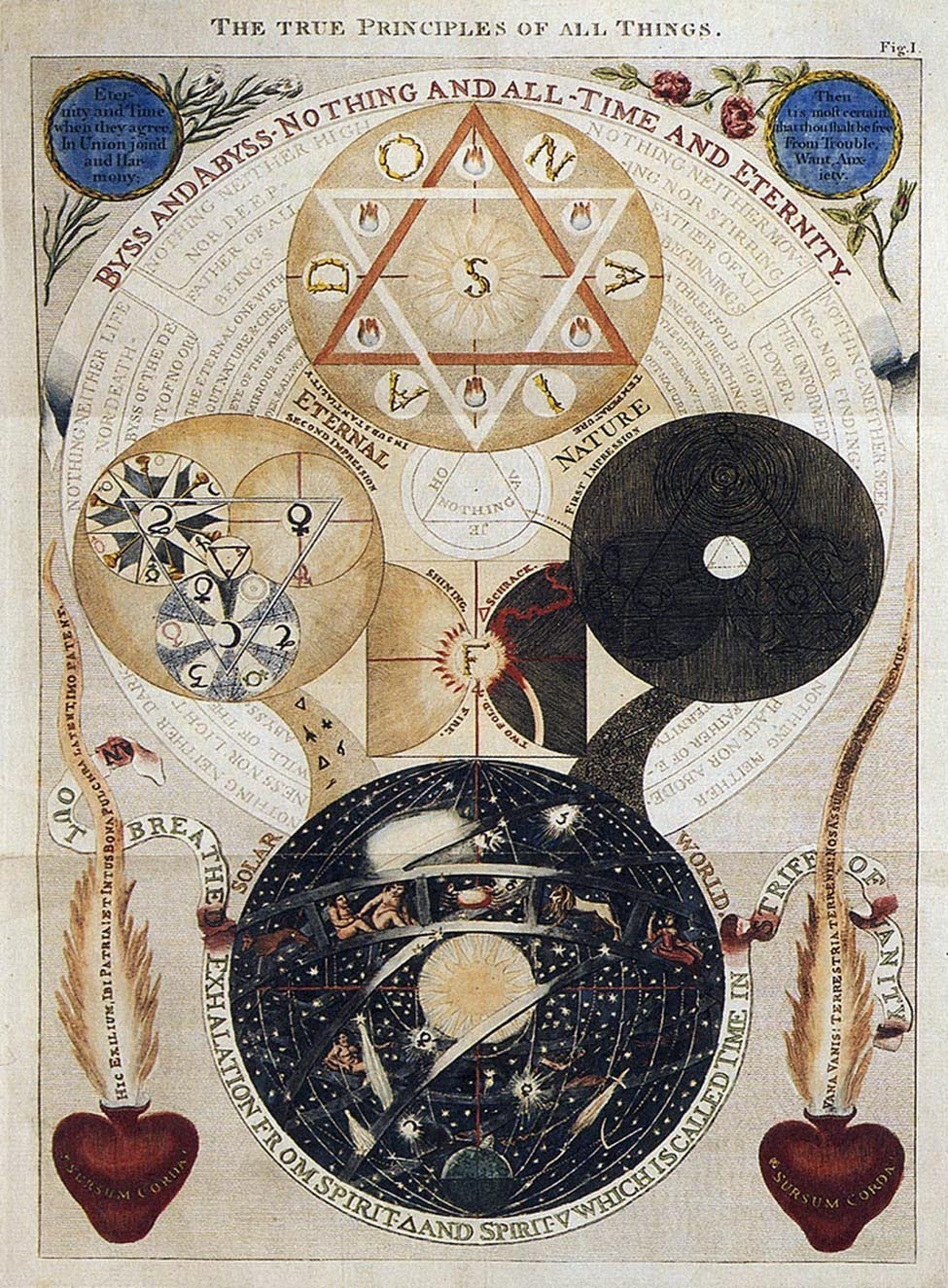
La structure dynamique du cosmos selon la conception théosophique de Jacob Böhme.

L'essai sur la Liberté de Schelling est un moment décisif de la genèse de la notion d'inconscient comprise en un sens psychodynamique. C'est par cet essai que les thèmes théosophiques présents dans l’œuvre de Jacob Böhme s'introduisent dans la philosophie allemande du début du XIXe siècle et contribuent par cette voie au développement du paradigme psychodynamique dans l'Europe de la seconde moitié du XIXe siècle.
Ce que Schelling découvre en particulier chez Böhme, en 1806, et qu'il expose dans son ouvrage de 1809, c'est l'inconscient volitionnel, l'inconscient des motivations qui animent les êtres, distinct de l'inconscient épistémologique de Kant (celui des « représentations obscures »). Les représentations obscures de l'inconscient ne constituent en effet qu'un aspect de l'inconscient. Bien plus significatives pour Schelling sont les pulsions inconscientes (Trieb) qui constituent la base de la personnalité. Or, c'est dans la théosophie de Böhme, Oetinger et Saint-Martin que l'on retrouve les premières interprétations alternatives de l'inconscient, compris non plus d'après le modèle de la représentation consciente ou réflexive (dans le contexte du cartésianisme ou dans celui du kantisme), mais du point de vue des désirs et des motivations. Dans la perspective théosophique, la personnalité se construit sur la base des pulsions et des désirs plutôt que sur celle des représentations et de la connaissance. Schelling traduit alors cette idée en termes philosophiques modernes, la dégageant ainsi de son cadre gnostique et mystique d'origine. Schopenhauer et von Hartmann, quant à eux, radicaliseront cette démarche en sécularisant la notion böhmienne de volonté, et en la réinterprétant dans le sens de leur propre philosophie, en dehors de toute idée de transcendance divine. C'est sous cette forme désenchantée que l'inconscient psychodynamique finit par devenir un thème majeur de la psychiatrie de la fin du XIXe siècle.
À travers Böhme, l'inconscient devient chez Schelling une notion dynamique qui renvoie à des courants de pensée plus anciens que le romantisme – la Kabbale, l'hermétisme, l'alchimie, la théosophie, relayés sous une forme métaphysique plus rigoureuse par les grandes figures romantiques de l'histoire de la psychologie : Ignaz Troxler, Carl Gustav Carus, Justinus Kerner, Gustav Fechner, Victor Cousin et Félix Ravaisson, entre autres.

#### La conscience divisée
Dans la philosophie de Schelling, la notion de polarité reste centrale et justifie l'opposition fondamentale entre l'inconscient et la conscience, puis celle, plus secondaire, entre le sujet conscient et ses représentations,. Pour que de l'inconscient surgisse la conscience, des divisions successives doivent en effet s'opérer.
L'inconscient est l'autre pôle de la conscience, la limite où cesse l'individualité du « moi », et l'abîme où réside le fondement commun de la nature et de la culture. En son fondement, l'Inconscient schellingien est « Un », sans dualité, mais puisque la conscience présuppose la dualité du sujet (conscient) et de l'objet (dont on prend conscience), l'unité de l'être doit devenir dualité,. Le monisme de l'être absolu implique donc une forme au moins apparente de dualisme. La division de l'être qui produit la conscience se réalise d'après Schelling afin que le « principe unique » puisse entrer en relation avec lui-même,.
Bien que Kant et Fichte présentent aussi des arguments en faveur de la thèse du caractère essentiellement dual de la conscience, c'est sur la pensée de Jacob Böhme que Schelling s'appuie. Selon Böhme, il ne peut y avoir d'« auto-révélation » de Dieu sans dualité. Or qu'est-ce que la conscience, déclare Schelling, « sinon l'auto-révélation de soi à soi-même ? ». L'être unique doit donc se diviser pour accéder à la conscience et se révéler ainsi à lui-même.

### La Volonté inconsciente chez Schopenhauer

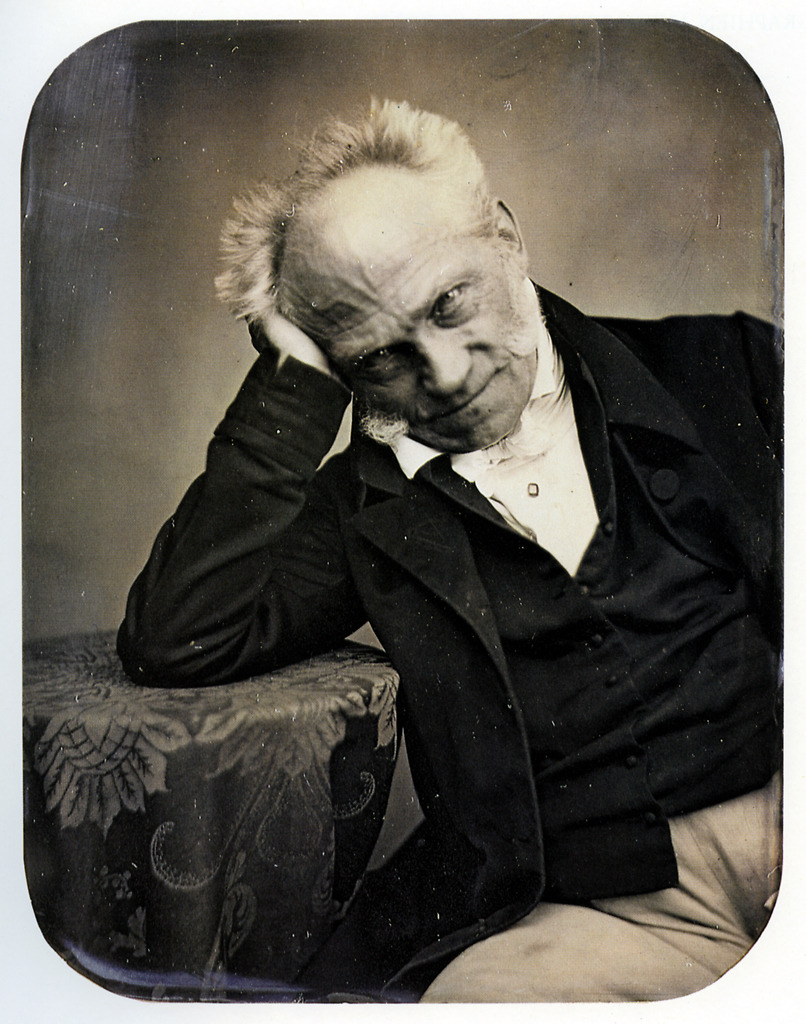
Arthur Schopenhauer en 1852.

C'est dans Le Monde comme volonté et comme représentation, paru en 1818, qu'Arthur Schopenhauer expose sa propre métaphysique. Sa philosophie se présente comme une alternative aux conceptions intellectualistes de Hegel, mais elle puise, tout comme chez ce dernier, une partie de son inspiration dans le romantisme et le mysticisme de tradition allemande La Volonté constitue chez Schopenhauer le premier principe et l'essence du monde. Par « Volonté », il entend une force active mais aveugle, du même ordre que celle que nous sentons à la racine de notre être. Toute force de la nature est pour lui volonté ; c’est une même et unique volonté qui s’extériorise dans les liens de la causalité physique, dans les réactions des plantes aux excitations de leur environnement, dans l’activité humaine. La Volonté s'extériorise ou s’« objective » comme « représentation », se manifestant sous une multitude de formes –  minérales, végétales, animales – suivant une infinité de degrés qui vont des forces matérielles jusqu’aux produits de l'esprit humain.
L’intelligence humaine est au sommet de la pyramide formée par les degrés d’objectivation de la volonté ; elle constitue le point d'aboutissement de son objectivation. Mais la volonté prime sur l’intellect ou la raison, de sorte que ces facultés sont au service de cette force : « le Maître, c’est la volonté ; le serviteur, c’est l’intellect », déclare Schopenhauer. Ainsi, nos décisions « libres », loin d’être la résultante de motifs clairement réfléchis, sont en réalité assujetties à une volonté impersonnelle. C'est ce qui explique que l’homme ignore habituellement les motifs profonds et véritables de ses actions, qu'il ne découvre indirectement que par la joie ou l'insatisfaction qu'il éprouve à leur réalisation. Le sujet, loin d'être l'acteur de ses actions, se révèle n'être finalement que le spectateur d'une « pulsion » aveugle qui le dépasse de toute part.
La saisie de cette essence unique et impersonnelle qu'est la Volonté, principe aussi bien métaphysique que psychologique, conduit Schopenhauer à étendre d'une part les caractéristiques fondamentales de la psychologie humaine à toute la nature, et à limiter d'autre part l'extension réelle de notre conscience aux manifestation les plus superficielles de notre psychisme. Nous ne pouvons réduire la volonté à l'expérience consciente que nous avons de nos volitions si ces mêmes volitions n'en sont que les manifestations individuelles au niveau de la conscience. À l'instar de toutes les forces qui produisent et gouvernent la nature, les forces inhérentes à la psychologie de l'homme sont donc inconscientes, ce que ne manque pas de souligner Schopenhauer : « tout ce qui est originel, tout ce qui constitue l'être véritable est inconscient ». Ce renversement complet de perspective, qui vient à faire d'une volonté inconsciente le fondement même de l'être, constitue la rupture la plus décisive engagée par la métaphysique de Schopenhauer.

### La dynamique universelle de l'Inconscient selon Carus

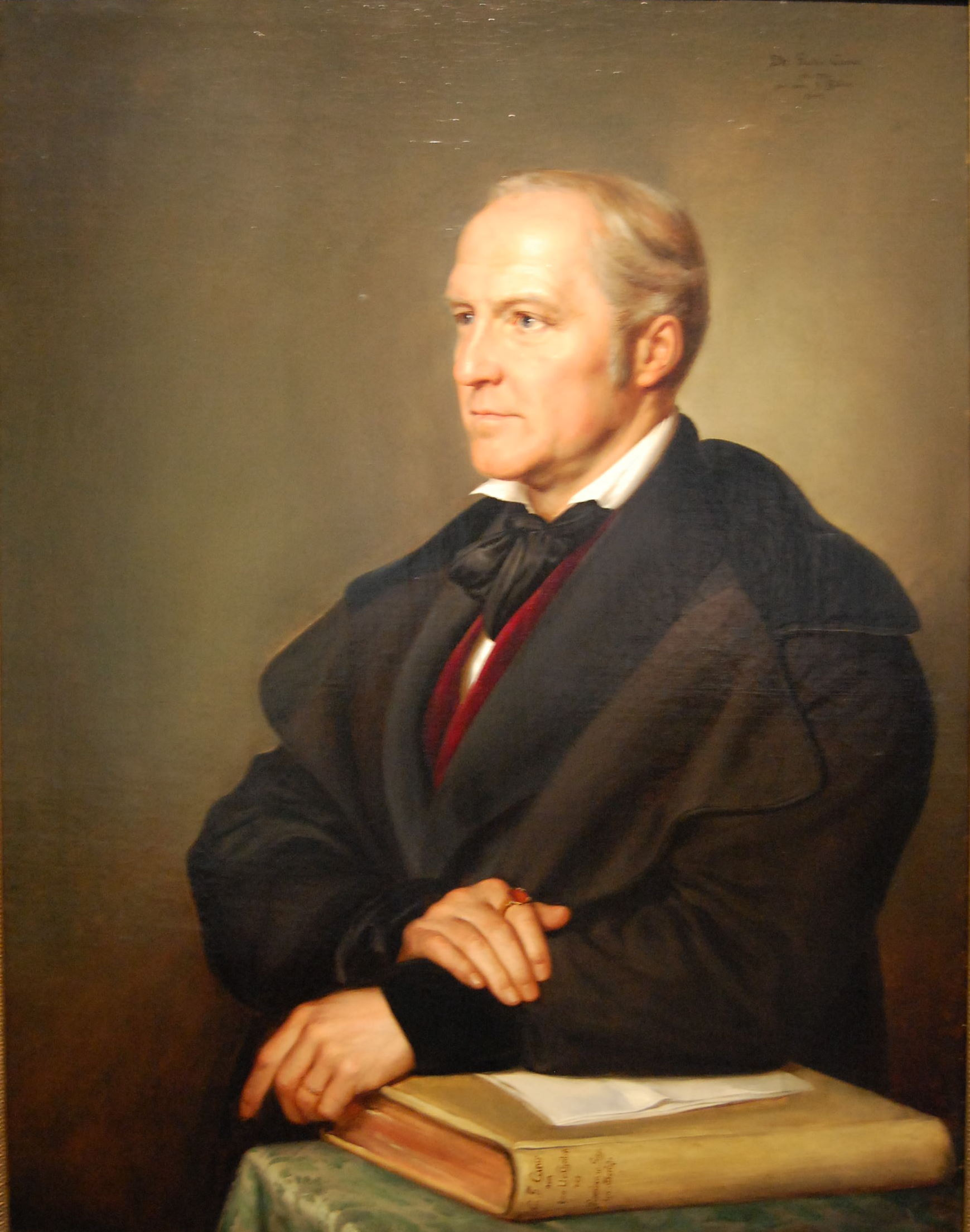
Portrait peint de Carl Gustav Carus, auteur en 1846 d'un ouvrage sur l'inconscient intitulé Psyché.

Carl Gustav Carus, médecin, naturaliste et peintre romantique, a réalisé une des toutes premières tentatives d'édification d'une théorie de l'inconscient, en particulier dans son ouvrage Psyché, où il généralise la notion à tous les aspects de la vie psychique et organique. L'ouvrage commence par l'affirmation de la possibilité pour l'homme de retrouver le fait primordial de l'Inconscient dans sa conscience elle-même :
« La clé de la connaissance de la nature de la vie consciente de l'âme est à chercher dans le règne de l'Inconscient. D'où la difficulté, sinon l'impossibilité, à comprendre pleinement le secret de l'âme. S'il était absolument impossible de retrouver l'inconscient dans le conscient, l'homme n'aurait plus qu'à désespérer de pouvoir jamais arriver à une connaissance de son âme, c'est-à-dire à une connaissance de lui-même. Mais si cette impossibilité n'est qu'apparente, alors la première tâche d'une science de l'âme sera d'établir comment l'esprit de l'homme peut descendre dans ces profondeurs. »
Pour Carus, c'est à travers le sentiment, « merveilleuse confidence de l'Inconscient au Conscient », et le rêve, irruption même de l'inconscient dans le conscient, que le fond inconscient de l'esprit peut être le plus facilement entrevu.
L'Inconscient constitue chez Carus l'essence active de tous les processus naturels et psychiques. Dans l'histoire du développement humain – de la période pré-embryonnaire jusqu'à l'âge adulte – apparaît progressivement la conscience, mais elle demeure toujours sous l'influence de l'Inconscient. Celui-ci exerce son activité sur l'ensemble de l'organisme, non seulement sur l'élément psychologique, mais aussi sur le développement physiologique, la croissance et sur le fonctionnement des organes. C'est lui qui permet le développement téléologique (dirigé vers une fin) au sein de la vie organique, remplissant les fonctions biologiques. Plus que cela encore, il est au fondement de tout ce qui existe. Il investit en effet tous les aspects de la nature, jusque dans les profondeurs de la matière, et c'est en lui que la nature puise son dynamisme. Carus distingue alors trois niveaux de développement identifiés à trois « types » d'inconscient :
1. l'inconscient « général absolu », toujours et totalement inaccessible à notre conscience ;
2. l'inconscient « absolu partiel », dont relèvent les processus de formation, de croissance et d’activité de nos organes, et qui exerce une influence directe sur notre vie affective.
3. l'inconscient « relatif » ou « secondaire », incluant la totalité des sentiments, perceptions et représentations qui ont été nôtres à un moment quelconque de notre existence.

D'après Carus, l'inconscient absolu (l'« Inconscient » proprement dit) obéit à des lois inéluctables qui lui sont propres et n'a aucune liberté. Il nous relie au reste du monde, et en particulier à nos semblables, bien que ce lien soit par définition imperceptible. Cette idée inspirera Carl Jung un demi-siècle plus tard pour l'élaboration de son concept d' « inconscient collectif ».

### Hartmann et la philosophie de l'Inconscient

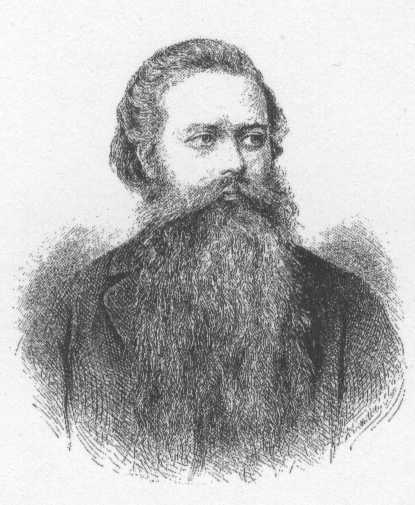
Eduard von Hartmann, vers 1875, dont la Philosophie de l'Inconscient développe une métaphysique moniste fondée sur la notion d'inconscient.

C'est pour avoir généralisé le thème de l'inconscient à toute la philosophie qu'Eduard von Hartmann  doit le succès de son livre : Philosophie de l'Inconscient. Paru dans sa première édition en 1869, il y élabore une conception moniste du monde fondée sur un principe unique, à la fois psychologique et métaphysique. Cet ouvrage a assis définitivement l'adjectif substantivé das Unbewusste (« Inconscient ») au rang de substantif à part entière. Son titre est révélateur de l'accès du terme à la pleine reconnaissance philosophique, puisque l' « Inconscient » désigne chez von Hartmann ce fond métaphysique de toute chose que Schopenhauer avait dénommé « Volonté » (Wille). Mais alors que pour Schopenhauer la volonté s'opposait à la représentation, excluant d'emblée l'idée qu'il puisse y avoir des représentations inconscientes, Hartmann introduit dans l'inconscient même la majeure partie de la vie psychique et intellectuelle, renouvelant ainsi le thème des représentations inconscientes. L'ouvrage de Hartmann aura un retentissement considérable et sera traduit en français dès 1877.
La Philosophie de l'Inconscient soutient une forme sophistiquée de panthéisme, inspirée des idées de Schelling, Hegel, Schopenhauer et Carus. L'Inconscient y représente l'âme universelle, l'Un-Tout qui constitue, au sein de la nature, une logique immanente conduisant progressivement vers un idéal eschatologique où l'Intellect finit par l'emporter sur la vie et la souffrance qu'elle engendre. C'est une véritable cosmogonie qui se dessine alors, sous l'aspect d'une grande fresque historique où la vie de la nature tend d'abord à croître puis à s'annihiler au profit de son idéalité.
La prise en considération des sciences naturelles sur lesquelles s'appuient ses « résultats spéculatifs » amène von Hartmann à voir d'abord l’œuvre de l'Inconscient dans les fonctions organiques. C'est là qu'il constate cette « intelligence » des instincts dont la rapidité et l'habileté d'exécution dépassent de loin les meilleures performances de l'homme. Or, « puis qu'aucune explication matérialiste ne peut rendre compte de ce changement si intelligent, il faut bien le rapporter à l'intervention intelligente d'une volonté intelligente » déclare-t-il. Concernant les aspects cognitifs de l'esprit, Hartmann identifie divers processus inconscients se réalisant dans la perception, la formation des concepts et le raisonnement. Concernant les émotions ou les sentiments, Hartmann montre qu'ils sont tous gouvernés par l'Inconscient : l'amour est un vouloir poursuivant un but sans conscience ; le plaisir est l'envers des contrariétés d'une volonté qui s'ignore. La vie consciente elle-même se trouve tout entière sous l'influence du psychisme inconscient.
Chez von Hartmann, la réalité première du monde physique et organique est du même ordre et de même essence que l'esprit. Il y a un psychisme conscient et un psychisme organique ou inconscient à la fois plus fondamental et plus universel que la conscience, qui détermine en premier lieu la vie organique et instinctive, et qui anime toute la nature en agissant au plus profond de la matière comme à l'échelle de l'Univers. Ce principe inconscient se distingue de la conscience non pas par sa nature, mais par sa structure, qui unit indissolublement la volonté et l'intelligence. Il ne constitue donc nullement un degré inférieur de la vie consciente ; il est, bien au contraire, l'expression d'une force vitale supérieure et douée de finalité.
L'Inconscient devient chez Hartmann une grandeur métaphysique dont l'analyse s'étend de la sensation jusqu'aux « forces supérieures » régissant l'âme universelle, ainsi qu'aux « forces fondamentales » animant les atomes. Il équivaut à l'être en soi, comparable en cela à la Volonté chez Schopenhauer, mais avec un élément d'idéalité en plus (comparable également en ce sens à l'Esprit absolu de Hegel). Principe de toute chose, il est inconscient pour nous, mais il est en soi « supra-conscient » et « trans-individuel ».

### Sources primaires
- Jacob Böhme, De la vie au-delà des sens, traduit de l'allemand et présenté par Gérard Pfister, Paris/Orbey, Éditions Arfuyen, 2013.
- Nicolas Malebranche, De la recherche de la vérité – Où l'on traite de la Nature de l'Esprit de l'homme, & de l'usage qu'il en doit faire pour éviter l'erreur dans les Sciences (1674-1675) Texte sur Wikisource.
- Gottfried Wilhelm Leibniz, Nouveaux essais sur l'entendement humain (1704), Paris, Flammarion, 1921 ; La monadologie (1714), Paris, Librairie Germaine Baillère et Cie, 1881.
- Friedrich Schelling, Idées pour une philosophie de la nature (1797), Extraits, Paris, Ellipses, 2000 ; De l'Âme du monde (1798), Paris, Rue d'Ulm, 2007 ; Introduction à l'Esquisse d'un système de philosophie de la nature (1799), Paris, Livre de Poche, 2001.
- Gotthilf Heinrich von Schubert, La symbolique du rêve (1814), Paris, Albin Michel, 1982.
- Eduard de Hartmann, Phénoménologie de l'Inconscient (premier tome de la Philosophie de l'Inconscient), tr. fr. D. Nolen, Paris, librairie Germer Baillère et Cie, 1877.Texte en ligne ; Métaphysique de l'Inconscient (second tome de la Philosophie de l'Inconscient), tr. fr. D. Nolen, Paris, librairie Germer Baillère et Cie, 1877.